# Marres (insect)
Marres is een geslacht van vliesvleugeligen uit de familie bronswespen (Chalcididae). De wetenschappelijke naam van dit geslacht is voor het eerst geldig gepubliceerd in 1841 door Walker.

## Soorten
Het geslacht Marres omvat de volgende soorten:
- Marres dicomas Walker, 1841
- Marres kerrichi (Steffan, 1959)